# 홍정길
홍정길(洪正吉, 1942년 2월 3일 ~ )은 대한민국의 대한예수교장로회(합신)교단의 목사이다. 아호는 죽리(竹籬)이다. 합동신학대학원대학교 설립시 큰 도움을 주었다. 그는 옥한흠(사랑의교회), 하용조(온누리교회) 목사, 2010년 은퇴한 이동원(지구촌교회) 목사와 함께 '복음주의 4인방'으로 불린다.

## 생애
홍정길 목사는 1942년 2월 3일에 전라남도 함평군 생으로 함평읍교회에 출석하던 홍순호의 아들로 태어났다. 숭실대학교 철학과를 다니던 23살인 1965년 7월 24일에 예수를 영접하였다고 회고한다. 이후 한국대학생선교회(CCC)에서 일하다 총신대학교를 졸업하고 30살인 1972년에 목사 안수를 받았다. 신학교 시절 정암 박윤선 박사로부터 큰 영향을 받았다. 
구리중앙교회에 1973년부터 윤두환 목사와 목회를 하다가 사임 후 남서울교회를 설립하였다. 밀알학교와 자활상점 굿윌스토어, 직업훈련센터와 그룹홈 등 자폐·지적장애인 교육과 자립기반 마련에 힘썼다. 남북나눔운동 등을 통한 북한 기아 돕기에도 헌신했다. 남서울교회(1976년)와 '건물 없는 교회' 원조 격인 남서울은혜교회(1995년) 등 23개 교회를 개척했으며, 한국해외선교회(GMF), 코스타(KOSTA) 등 선교단체도 이끌었다.

## 신학
한국 기독교 보수주의의 성향이다. 동성애자를 증오하고 말세 악으로 본다. 2020년 정초 새벽 예배 설교ㅡ문재인 정부는 개인 사유재산을 침해한다고 비판했다.

## 같이 보기
- 옥한흠